# Thecla kuscheli
Thecla kuscheli är en fjärilsart som beskrevs av Emilio Ureta 1949. Thecla kuscheli ingår i släktet Thecla och familjen juvelvingar. Inga underarter finns listade i Catalogue of Life.